# WDS J13101+3830
WDS J13101+3830 — кратная звезда в созвездии Гончих Псов на расстоянии приблизительно 194 световых лет (около 59,6 парсек) от Солнца. Возраст звезды определён как около 1 млрд лет.

## Характеристики
Первый компонент (17 Гончих Псов (лат. 17 Canum Venaticorum), HD 114447) — жёлто-белая звезда спектрального класса A9III-IV, или F0V, или F0. Визуальная звёздная величина звезды — +5,917m. Масса — около 1,795 солнечной, радиус — около 2,332 солнечного, светимость — около 12,267 солнечной. Эффективная температура — около 7021 K.
Второй компонент (15 Гончих Псов (лат. 15 Canum Venaticorum), HD 114376) — бело-голубая звезда спектрального класса B7III, или B9. Визуальная звёздная величина звезды — +6,269m. Масса — около 4,678 солнечной, радиус — около 4,435 солнечного, светимость — около 251,189 солнечной. Эффективная температура — около 12725 K. Удалён на 265,6 угловой секунды.
Третий компонент — коричневый карлик. Масса — около 49,22 юпитерианской. Удалён в среднем на 2,501 а.е..
Четвёртый компонент (WDS J13101+3830C). Визуальная звёздная величина звезды — +9,23m. Удалён от второго компонента на 1,3 угловой секунды.

## Планетная система
В 2019 году учёными, анализирующими данные проектов Hipparcos и Gaia, у звезды обнаружена планета HIP 64246 b.